# Kazimierz Walczyk
Kazimierz Walczyk byl rakouský politik polské národnosti z Haliče. Během revolučního roku 1848 zasedal jako poslanec Říšského sněmu.

## Biografie
Roku 1849 se uvádí jako Kasimir Walczyk, hospodář v obci Góra Ropczycka.
Během revolučního roku 1848 se zapojil do veřejného dění. Ve volbách roku 1848 byl zvolen i na ústavodárný Říšský sněm. Zastupoval volební obvod Dębica. Tehdy se uváděl coby hospodář. Náležel ke sněmovní pravici.
Patřil mezi polské rolnické poslance.